# Championnat de France de rugby à XV 2020-2021
Navigation
Top 14 2019-2020 Top 14 2021-2022
La saison 2020-2021 de Top 14 est la 122e édition du championnat de France de rugby à XV. Elle oppose pour la 16e année consécutive les quatorze meilleures équipes professionnelles de rugby à XV françaises. La saison débute le 4 septembre 2020 et se termine le 25 juin 2021 lors de la finale pour le titre de Champion de France.
Aucune équipe n'est tenante du titre, l'édition précédente ayant été interrompue à la 17e journée de la saison régulière. De même, aucune équipe n'est promue de division inférieure et aucune équipe n'est reléguée en division inférieure.
La saison est marquée par la pandémie de Covid-19 qui fait que les matchs sont joués à huis clos de novembre 2020 à mai 2021, avant que la réouverture des tribunes ne soit conditionnée au respect de jauges.
En s'imposant 18 à 8 face au Stade rochelais en finale, le Stade toulousain remporte le vingt-et-unième Bouclier de Brennus de son histoire.

## Présentation

### Participants
À la suite de l'interruption la saison 2019-2020, aucune équipe n'est reléguée en Pro D2, les quatorze mêmes clubs disputent le championnat. Ces équipes sont les suivantes :
| \| SU Agen Aviron bayonnais Union Bordeaux Bègles CA Brive Castres · olympique ASM Clermont Lyon OU Montpellier HR Section paloise Racing 92 Stade rochelais Stade français Paris RC Toulon Stade toulousain \| Localisation des clubs engagés en championnat. |
| SU Agen Aviron bayonnais Union Bordeaux Bègles CA Brive Castres · olympique ASM Clermont Lyon OU Montpellier HR Section paloise Racing 92 Stade rochelais Stade français Paris RC Toulon Stade toulousain                                                      |

| Club                  | Dernière montée | Budget en M€ | Classement 2019-2020 | Entraîneur(s)                                                                                                | Stade                                      | Capacité |
| --------------------- | --------------- | ------------ | -------------------- | --- | ------------------------------------------ | -------- |
| SU Agen               | 2017            | 13,2         | 13e                  | Philippe Sella, Christophe Laussucq, Rémy Vaquin, Benoît Lecouls, Régis Sonnes, David Ortiz, Sylvain Mirande | Stade Armandie (Agen)                      | 14 042   |
| Aviron bayonnais      | 2019            | 15,6         | 9e                   | Yannick Bru, Joël Rey, Rémy Ladauge                                                                          | Stade Jean-Dauger (Bayonne)                | 16 934   |
| Union Bordeaux Bègles | 2011            | 25,3         | 1er                  | Christophe Urios, Frédéric Charrier, Julien Laïrle, Jean-Baptiste Poux, Heini Adams                          | Stade Chaban-Delmas (Bordeaux)             | 33 290   |
| CA Brive              | 2019            | 15,5         | 11e                  | Jeremy Davidson Marc Dal Maso, Jean-Baptiste Péjoine                                                         | Stade Amédée-Domenech (Brive-la-Gaillarde) | 13 979   |
| Castres olympique     | 1989            | 23           | 10e                  | Mauricio Reggiardo Stéphane Prosper, Pierre-Henry Broncan, David Darricarrère Joe Worsley                    | Stade Pierre-Fabre (Castres)               | 12 500   |
| ASM Clermont          | 1925            | 28,9         | 6e                   | Franck Azéma, Bernard Goutta, Xavier Sadourny, Didier Bès Benson Stanley                                     | Stade Marcel-Michelin (Clermont-Ferrand)   | 19 022   |
| Lyon OU               | 2016            | 32,9         | 2e                   | Pierre Mignoni, David Gérard, David Attoub Kendrick Lynn                                                     | Matmut Stadium Gerland (Lyon)              | 35 029   |
| Montpellier HR        | 2003            | 29,1         | 8e                   | Xavier Garbajosa, Pierre-Philippe Lafond, Philippe Saint-André, Olivier Azam, Jean-Baptiste Élissalde        | GGL Stadium (Montpellier)                  | 15 697   |
| Stade français        | 1997            | 38,8         | 14e                  | Gonzalo Quesada Laurent Sempéré, Julien Arias                                                                | Stade Jean-Bouin (Paris)                   | 20 000   |
| Section paloise       | 2015            | 22,5         | 12e                  | Nicolas Godignon, Frédéric Manca, Thomas Domingo, Geoffrey Lanne-Petit, Sébastien Piqueronies Paul Tito      | Stade du Hameau (Pau)                      | 14 588   |
| Racing 92             | 2009            | 28,9         | 3e                   | Laurent Travers, Dimitri Szarzewski Mike Prendergast Patricio Noriega,                                       | Paris La Défense Arena (Nanterre)          | 32 000   |
| Stade rochelais       | 2014            | 25,9         | 5e                   | Jono Gibbes Ronan O'Gara Grégory Patat                                                                       | Stade Marcel-Deflandre (La Rochelle)       | 16 000   |
| RC Toulon             | 2008            | 32,5         | 4e                   | Patrice Collazo, Éric Dasalmartini, Julien Dupuy                                                             | Stade Mayol (Toulon)                       | 18 200   |
| Stade toulousain      | 1907            | 36,6         | 7e                   | Ugo Mola, Jean Bouilhou, Clément Poitrenaud, Laurent Thuéry, Virgile Lacombe Alan-Basson Zondagh             | Stade Ernest-Wallon (Toulouse)             | 19 500   |

- Participe à la Coupe d'Europe 2020-2021.

Les équipes ne participant pas à la Coupe d'Europe 2020-2021 participent d'office au Challenge européen 2020-2021.

### Calendrier
La LNR publie le calendrier de la nouvelle saison le 16 juillet 2020.
Le début de la compétition est retardé à cause de la pandémie de Covid-19. La phase régulière débute le vendredi 4 septembre 2020 par le match Montpellier HR - Section paloise en ouverture de la première journée et doit se terminer le samedi 5 juin 2021.
Les matchs de barrage ainsi que le barrage d'accession au Top 14 se tiennent le weekend du 12 et 13 juin 2021. La semaine suivante ont lieu les demi-finales à Lille, au stade Pierre-Mauroy, tandis que la finale se déroule le 25 juin 2021 au Stade de France.
| Phase régulière                                |                                                            |           |
| Matchs aller                                   | Matchs aller                                               | 14        |
| 1re journée Boxing Day 13e journée             | 4/5/6 septembre 2020 27 décembre 2020 1er/2/3 janvier 2021 | 14        |
| Matchs retour                                  |                                                            | 14        |
| 14e journée eFan Days 26e journée              | 8/9/10 janvier 2021 16/17/18 avril 2021 5 juin 2021        | 14        |
| Phase finale                                   |                                                            |           |
| Barrages                                       | 11/12 juin 2021                                            | 4         |
| Barrage d'accession                            | 11/12 juin 2021                                            | 2 (1 + 1) |
| Demi-finales                                   | 18/19 juin 2021, à Lille                                   | 4         |
| Finale                                         | 25 juin 2021, au Stade de France                           | 2         |
| en italique : club issu de division inférieure |                                                            |           |

Le Boxing Day se tient le dimanche 27 décembre 2020, pour la clotûre de la 12e journée et propose trois matchs durant la même journée : Stade rochelais - Montpellier HR, RC Toulon - ASM Clermont Auvergne et Stade toulousain - Union Bordeaux Bègles.
Les eFan Days sont reconduites pour la saison 2020-2021 et ont lieu le weekend du 17 avril 2021 pour la 21e journée, durant lesquelles les derbys du rugby professionnel seront mis à l'honneur, comme Racing 92 - Stade français ou encore Castres olympique - Stade toulousain.

### Influence de la pandémie de Covid-19 sur le championnat
Comme l'édition précédente, le championnat est marqué par la crise sanitaire due à la pandémie de Covid-19. Le premier ministre Jean Castex annonce le 11 août 2020 qu'une jauge maximale de 5000 spectateurs est imposée pour tous les évènements accueillant du public jusqu'au 30 octobre 2020, incluant les stades de rugby. Passé cette date, tous les matchs sont joués à huis-clos. Il faut attendre la 25e journée et l'assouplissement des mesures sanitaires pour voir le retour du public dans les tribunes, dans le respect d'une jauge de 1000 spectateurs.
L'absence de public dans les tribunes est responsable d'une hausse de 60% des victoires à l'extérieur par rapport à la saison précédente : si près de 22% des matchs se soldaient par une victoire de l'équipe visiteuse durant l'exercice précédent, l'équipe jouant à l'extérieur l'emporte dans plus de 36% des matchs s'étant déroulés de la 1re à la 17e journée.

## Compétition

### Saison régulière
La saison régulière voit les 14 équipes s'affronter en matchs aller/retour sur 26 journées. Le calendrier des journées est établi par le Comité Directeur en amont de la première journée.
A l'issue de la saison régulière, les six meilleures équipes au classement accèdent à la phase finale, tandis que la 13e équipe au classement participe au match d'accession contre le finaliste de Pro D2 et que la dernière équipe au classement est reléguée en Pro D2.

#### Classement
Le classement de la saison régulière est établi en fonction des points terrain auxquels sont ajoutés les points de bonus et retranchés, le cas échéant, les points de pénalisation.
Une équipe remporte 4 points terrain par victoire, 2 points terrain par match nul, 0 point par défaite. Une équipe perd 2  points terrain en cas de forfait ou de disqualification, tandis que l'équipe adverse en emporte 5.
Une équipe remporte 1 point de bonus offensif si elle marque 3 essais ou plus que son adversaire lors d'une même rencontre, et remporte 1 point de bonus défensif si elle perd de 5 points ou moins.
Si deux ou plusieurs équipes se trouvent à égalité au classement de la saison régulière, les facteurs suivants sont pris en compte pour les départager :
- Nombre de points terrain, de bonus et de pénalisation obtenus sur l'ensemble des rencontres ayant opposé les équipes concernées ;
- Goal-average sur l'ensemble de la compétition ;
- Goal-average sur l'ensemble des rencontres ayant opposé les équipes concernées ;
- Plus grande différence entre le nombre d'essais marqués et concédés sur l'ensemble des rencontres ayant opposé les équipes concernées ;
- Plus grande différence entre le nombre d'essais marqués et concédés sur l'ensemble de la compétition ;
- Nombre de forfaits n'ayant pas entraîné de forfait général de la compétition ;
- Place au classement général obtenue à la saison précédente dans le championnat[12].

| Rang | Club                  | J  | V  | N | D  | Em | Ee  | Bo | Bd | Pm  | Pe   | Diff | Pts |
| ---- | --------------------- | -- | -- | - | -- | -- | --- | -- | -- | --- | ---- | ---- | --- |
| 1    | Stade toulousain C1   | 26 | 17 | 1 | 8  | 92 | 53  | 8  | 3  | 767 | 557  | +210 | 81  |
| 2    | Stade rochelais       | 26 | 17 | 0 | 9  | 79 | 41  | 6  | 4  | 726 | 452  | +274 | 78  |
| 3    | Racing 92             | 26 | 17 | 0 | 9  | 82 | 48  | 6  | 4  | 757 | 577  | +180 | 78  |
| 4    | Union Bordeaux Bègles | 26 | 15 | 1 | 10 | 78 | 41  | 7  | 3  | 740 | 546  | +194 | 72  |
| 5    | ASM Clermont          | 26 | 15 | 1 | 10 | 88 | 61  | 6  | 3  | 830 | 619  | +211 | 71  |
| 6    | Stade français Paris  | 26 | 15 | 0 | 11 | 69 | 63  | 6  | 4  | 701 | 622  | +79  | 70  |
| 7    | Castres olympique     | 26 | 15 | 1 | 10 | 61 | 63  | 3  | 4  | 625 | 676  | -51  | 69  |
| 8    | RC Toulon             | 26 | 14 | 0 | 12 | 62 | 53  | 7  | 3  | 641 | 605  | +36  | 66  |
| 9    | Lyon OU               | 26 | 14 | 1 | 11 | 74 | 56  | 3  | 4  | 678 | 568  | +110 | 65  |
| 10   | Montpellier HR C2     | 26 | 10 | 0 | 16 | 51 | 58  | 6  | 8  | 579 | 615  | -36  | 54  |
| 11   | CA Brive              | 26 | 11 | 0 | 15 | 52 | 78  | 2  | 5  | 585 | 711  | -126 | 51  |
| 12   | Section paloise       | 26 | 9  | 1 | 16 | 65 | 76  | 2  | 6  | 688 | 752  | -64  | 46  |
| 13   | Aviron bayonnais      | 26 | 10 | 0 | 16 | 48 | 94  | 1  | 5  | 565 | 796  | -231 | 46  |
| 14   | SU Agen               | 26 | 0  | 0 | 26 | 30 | 146 | 0  | 2  | 315 | 1101 | -786 | 2   |

Phase finale
- 1er et 2e : demi-finales
- 3er à 6e : barrages

Relégation en Pro D2 2021-2022
- 13e : match d'accession
- 14e : relégation

Compétitions européennes 2021-2022
- 1er à 7e et C2 : phase de poule en Coupe d'Europe
- 8e, 9e, 11e et 12e : phase préliminaire en Challenge européen

Abréviations
- C1 : Vainqueur de la Coupe d'Europe 2020-2021
- C2 : Vainqueur du Challenge européen 2020-2021

##### Leader par journée
Le Stade toulousain est premier du classement de la phase régulière de la 4e à la 6e journée et depuis la 14e journée. Le club a conservé la tête du championnat durant 16 journées et assure sa première place lors de la dernière journée, avec sa victoire à l'extérieur contre l'Union Bordeaux Bègles.

##### Lanterne rouge par journée
Le SU Agen est dernier du classement de la phase régulière depuis la 3e journée. Le club est mathématiquement relégué et assuré de rester à cette place depuis la 21e journée, après la victoire de la Section paloise sur l'Aviron bayonnais  le 16 avril 2021.
À noter que la saison du SUA est considérée par beaucoup d'observateurs comme la pire performance de l'histoire de l'élite du rugby français, avec 26 défaites en autant de matchs.

#### Résultats
L'équipe qui reçoit est indiquée dans la colonne de gauche.
| Résultats (▼dom., ►ext.) | AGE   | BAY   | BOR   | BRI   | CAS   | CLE   | LYO   | MON   | SFR   | PAU   | RAC   | LAR   | TLN   | TLS   |
| Agen                     | —     | 15-26 | 3-49  | 6-15  | 22-26 | 16-52 | 16-19 | 19-39 | 3-20  | 7-47  | 14-54 | 13-43 | 9-38  | 0-59  |
| Bayonne                  | 48-20 | —     | 22-47 | 26-23 | 23-26 | 21-19 | 20-28 | 29-20 | 9-12  | 22-23 | 23-13 | 19-36 | 35-29 | 20-24 |
| Bordeaux Bègles          | 71-5  | 43-19 | —     | 25-20 | 20-16 | 16-16 | 31-9  | 57-9  | 44-6  | 29-23 | 12-17 | 11-26 | 31-18 | 10-21 |
| Brive                    | 57-3  | 42-23 | 25-23 | —     | 28-33 | 21-43 | 12-8  | 23-22 | 28-31 | 19-13 | 19-23 | 24-12 | 25-23 | 16-36 |
| Castres                  | 39-23 | 31-21 | 29-30 | 24-25 | —     | 14-40 | 37-29 | 48-17 | 16-22 | 38-33 | 28-26 | 22-15 | 46-24 | 26-24 |
| Clermont                 | 31-12 | 73-3  | 36-37 | 37-27 | 59-19 | —     | 26-18 | 15-21 | 41-27 | 50-29 | 22-24 | 25-20 | 25-16 | 33-30 |
| Lyon                     | 52-7  | 62-10 | 27-10 | 24-7  | 14-15 | 41-30 | —     | 24-20 | 20-19 | 17-18 | 23-27 | 22-18 | 54-16 | 31-23 |
| Montpellier              | 42-13 | 23-19 | 22-23 | 30-6  | 19-21 | 22-16 | 16-21 | —     | 31-6  | 23-26 | 22-24 | 32-22 | 29-10 | 9-16  |
| Stade français           | 40-21 | 19-26 | 26-16 | 51-21 | 29-9  | 27-34 | 46-27 | 32-10 | —     | 46-32 | 25-27 | 35-13 | 24-23 | 48-14 |
| Pau                      | 33-23 | 43-33 | 29-24 | 27-32 | 13-17 | 31-42 | 29-29 | 41-25 | 29-27 | —     | 29-35 | 24-35 | 29-33 | 16-22 |
| Racing 92                | 45-10 | 43-17 | 32-33 | 55-12 | 23-20 | 45-19 | 34-26 | 41-17 | 29-35 | 24-22 | —     | 26-22 | 23-29 | 24-30 |
| La Rochelle              | 59-0  | 40-3  | 20-6  | 36-22 | 62-3  | 19-10 | 38-23 | 22-9  | 16-11 | 51-27 | 9-6   | —     | 29-15 | 11-14 |
| Toulon                   | 34-17 | 14-16 | 25-19 | 35-19 | 19-6  | 27-9  | 36-14 | 25-21 | 35-13 | 18-13 | 25-21 | 11-29 | —     | 44-10 |
| Toulouse                 | 63-18 | 28-32 | 45-23 | 42-17 | 16-16 | 36-27 | 7-16  | 16-29 | 48-24 | 31-9  | 34-16 | 39-23 | 39-19 | —     |

- Victoire à domicile
- Match nul
- Victoire à l'extérieur

Les points marqués par chaque équipe sont inscrits dans les colonnes centrales (3-4) alors que les essais marqués sont donnés dans les colonnes latérales (1-6). Les points de bonus sont symbolisés par une bordure bleue pour les bonus offensifs (trois essais de plus que l'adversaire), orange pour les bonus défensifs (défaite par moins de cinq points d'écart), rouge si les deux bonus sont cumulés.

### Barrage d'accession
Le club classé à la 13e place au classement à l'issue de la saison régulière dispute à l'extérieur un match d'accession contre le finaliste de Pro D2. Le gagnant joue en première division la saison suivante.
C'est ainsi que l'Aviron bayonnais, rattrapé par la Section paloise lors de la dernière journée, doit jouer son maintien contre le Biarritz olympique, finaliste de Pro D2.
| Match d'accession Samedi 12 juin 2021 17 h 30 | Biarritz olympique                    | 6 - 6 (tab. 6-5) (3 - 0) (3 - 3) (6 - 3) | Aviron bayonnais                          | Parc des sports d'Aguiléra, Biarritz entre 5 000 et 8 000 spectateurs Arbitre : Alexandre Ruiz Diffuseur : Canal+ |
| Match d'accession Samedi 12 juin 2021 17 h 30 | Pénalité(s) : Bosch (32e), Hart (83e) |                                          | Pénalité(s) : Lafage (52e), Germain (94e) | Parc des sports d'Aguiléra, Biarritz entre 5 000 et 8 000 spectateurs Arbitre : Alexandre Ruiz Diffuseur : Canal+ |
| Match d'accession Samedi 12 juin 2021 17 h 30 |                                       |                                          |                                           | Parc des sports d'Aguiléra, Biarritz entre 5 000 et 8 000 spectateurs Arbitre : Alexandre Ruiz Diffuseur : Canal+ |

### Phase finale
Les six premiers au classement de la saison régulière participent à la phase finale. Les deux équipes les mieux classées accèdent directement aux demi-finales et y affrontent les gagnants des matchs de barrages, opposant les équipes classées de la 3e à la 6e place.
Les demi-finales se jouent sur terrain neutre, et les gagnants s'affrontent en finale pour le titre de Champion de France.

#### Tableau final
|  | Barrages                                        | Barrages                                      |                                            |                                            | Demi-finales                               | Demi-finales                               |  |  | Finale                                       | Finale                                       |
|  | Barrages                                        | Barrages                                      |                                            |                                            | Demi-finales                               | Demi-finales                               |  |  | Finale                                       | Finale                                       |
|  |                                                 |                                               |                                            |                                            |                                            |                                            |  |  |                                              |                                              |
|  | 12 juin 2021 au Stade Chaban-Delmas, Bordeaux   | 12 juin 2021 au Stade Chaban-Delmas, Bordeaux |                                            |                                            | 19 juin 2021 au stade Pierre-Mauroy, Lille | 19 juin 2021 au stade Pierre-Mauroy, Lille |  |  | 25 juin 2021 au Stade de France, Saint-Denis | 25 juin 2021 au Stade de France, Saint-Denis |
|  | 12 juin 2021 au Stade Chaban-Delmas, Bordeaux   | 12 juin 2021 au Stade Chaban-Delmas, Bordeaux |                                            |                                            | 19 juin 2021 au stade Pierre-Mauroy, Lille | 19 juin 2021 au stade Pierre-Mauroy, Lille |  |  | 25 juin 2021 au Stade de France, Saint-Denis | 25 juin 2021 au Stade de France, Saint-Denis |
|  | 12 juin 2021 au Stade Chaban-Delmas, Bordeaux   | 12 juin 2021 au Stade Chaban-Delmas, Bordeaux | [1] Stade toulousain                       | 24                                         |                                            |                                            |  |  | 25 juin 2021 au Stade de France, Saint-Denis | 25 juin 2021 au Stade de France, Saint-Denis |
|  | [4] Union Bordeaux Bègles                       | 25                                            | [1] Stade toulousain                       | 24                                         |                                            |                                            |  |  | 25 juin 2021 au Stade de France, Saint-Denis | 25 juin 2021 au Stade de France, Saint-Denis |
|  | [4] Union Bordeaux Bègles                       | 25                                            | [4] Union Bordeaux Bègles                  | 21                                         |                                            |                                            |  |  | 25 juin 2021 au Stade de France, Saint-Denis | 25 juin 2021 au Stade de France, Saint-Denis |
|  | [5] ASM Clermont                                | 16                                            | [4] Union Bordeaux Bègles                  | 21                                         |                                            |                                            |  |  | 25 juin 2021 au Stade de France, Saint-Denis | 25 juin 2021 au Stade de France, Saint-Denis |
|  | [5] ASM Clermont                                | 16                                            | 18 juin 2021 au stade Pierre-Mauroy, Lille | 18 juin 2021 au stade Pierre-Mauroy, Lille | [1] Stade toulousain                       | 18                                         |  |  |                                              |                                              |
|  | 11 juin 2021 à Paris La Défense Arena, Nanterre |                                               | 18 juin 2021 au stade Pierre-Mauroy, Lille | 18 juin 2021 au stade Pierre-Mauroy, Lille | [1] Stade toulousain                       | 18                                         |  |  |                                              |                                              |
|  |                                                 | [2] Stade rochelais                           | 18 juin 2021 au stade Pierre-Mauroy, Lille | 18 juin 2021 au stade Pierre-Mauroy, Lille | 8                                          |                                            |  |  |                                              |                                              |
|  | [3] Racing 92                                   | [2] Stade rochelais                           | 18 juin 2021 au stade Pierre-Mauroy, Lille | 18 juin 2021 au stade Pierre-Mauroy, Lille | 8                                          | 38                                         |  |  |                                              |                                              |
|  | [3] Racing 92                                   | [2] Stade rochelais                           | 19                                         |                                            |                                            | 38                                         |  |  |                                              |                                              |
|  | [6] Stade français Paris                        | [2] Stade rochelais                           | 19                                         | 21                                         |                                            |                                            |  |  |                                              |                                              |
|  | [6] Stade français Paris                        | [3] Racing 92                                 | 6                                          | 21                                         |                                            |                                            |  |  |                                              |                                              |
|  |                                                 | [3] Racing 92                                 | 6                                          |                                            |                                            |                                            |  |  |                                              |                                              |

#### Barrages
Les matchs de barrage ont lieu le weekend du 12 juin 2021 dans les stades des équipes qualifiées les mieux classées.
| Barrage Vendredi 11 juin 2021 21 h | Racing 92 | 38 – 21 (28 – 0) | Stade français Paris | Paris La Défense Arena, Nanterre Arbitre : Thomas Charabas |
| Barrage Vendredi 11 juin 2021 21 h | Essai(s) : 5 Fickou (5e), Thomas (11e), Machenaud (18e), Zebo (29e), Kolingar (43e) Transformation(s) : 5 Machenaud (6e, 12e, 19e, 30e, 44e) Pénalité(s) : 1 Le Garrec (50e) Carton(s) jaune(s) : 2 Bird (57e), Thomas (67e) |                  | Essai(s) : 3 Naivalu (47e), Macalou (62e), Nayacalevu (66e) Transformation(s) : 3 Segonds (48e, 63e, 67e) Carton(s) jaune(s) : 2 Naivalu (21e), Latu (26e) | Paris La Défense Arena, Nanterre Arbitre : Thomas Charabas |
| Barrage Vendredi 11 juin 2021 21 h | |                  | | Paris La Défense Arena, Nanterre Arbitre : Thomas Charabas |

| Barrage Samedi 12 juin 2021 21 h | Union Bordeaux Bègles | 25 – 16 (13 – 7) | ASM Clermont                                                                                    | Stade Chaban-Delmas, Bordeaux Arbitre : Pascal Gaüzère |
| Barrage Samedi 12 juin 2021 21 h | Essai(s) : 1 Maynadier (37e) Transformation(s) : 1 Jalibert (38e) Pénalité(s) : 6 Jalibert (24e, 35e, 50e, 59e, 66e, 77e) |                  | Essai(s) : 1 Penaud (7e) Transformation(s) : 1 Parra (8e) Pénalité(s) : 3 Parra (44e, 54e, 63e) | Stade Chaban-Delmas, Bordeaux Arbitre : Pascal Gaüzère |
| Barrage Samedi 12 juin 2021 21 h | |                  |                                                                                                 | Stade Chaban-Delmas, Bordeaux Arbitre : Pascal Gaüzère |

#### Demi-finales
Les demi-finales du championnat ont lieu le weekend du 19 juin 2021 au stade Pierre-Mauroy, à Lille. La ville hôte a été désignée le 24 octobre 2020 par le comité directeur de la LNR, la métropole de Bordeaux s'étant également portée candidate.
| Demi-finale Vendredi 18 juin 2021 21 h | Stade rochelais                                                                                       | 19 - 6 (16 - 6) | Racing 92                           | Stade Pierre-Mauroy, Lille Arbitre : Mathieu Raynal |
| Demi-finale Vendredi 18 juin 2021 21 h | Essai(s) : 1 Retière (29e) Transformation(s) : 1 West (30e) Pénalité(s) : 4 West (12e, 21e, 27e, 53e) |                 | Pénalité(s) : 2 Machenaud (8e, 14e) | Stade Pierre-Mauroy, Lille Arbitre : Mathieu Raynal |
| Demi-finale Vendredi 18 juin 2021 21 h | |                 |                                     | Stade Pierre-Mauroy, Lille Arbitre : Mathieu Raynal |

| Demi finale Samedi 19 juin 2021 21 h | Stade toulousain | 24 - 21 (14 - 7) | Union Bordeaux Bègles | Stade Pierre-Mauroy, Lille Arbitre : Tual Trainini |
| Demi finale Samedi 19 juin 2021 21 h | Essai(s) : 2 Ntamack (5e), Ramos (67e) Transformation(s) : 1 Ramos (68e) Pénalité(s) : 4 Ramos (11e, 18e, 35e, 59e) |                  | Essai(s) : 2 Lam (12e, 54e) Transformation(s) : 1 Jalibert (13e) Pénalité(s) : 3 Jalibert (44e, 61e, 77e) Carton(s) rouge(s) : 1 Seuteni (58e) | Stade Pierre-Mauroy, Lille Arbitre : Tual Trainini |
| Demi finale Samedi 19 juin 2021 21 h | |                  | | Stade Pierre-Mauroy, Lille Arbitre : Tual Trainini |

#### Finale
La finale du championnat a lieu le vendredi 25 juin 2021 au Stade de France, à Saint-Denis. Diffusé sur France 2 et Canal+, l'événement a débuté par une prestation du pianiste Mourad Tsimpou, et la clôture assurée par le groupe américain Black Eyed Peas.
| Finale Vendredi 25 juin 2021 21 h | Stade toulousain                                                              | 18 - 8 (12 - 0) | Stade rochelais                                     | Stade de France, Saint-Denis Arbitre : Mathieu Raynal |
| Finale Vendredi 25 juin 2021 21 h | Pénalité(s) : 4 Ramos (3e, 34e, 64e, 73e) Drop(s) : 2 Ramos (9e), Kolbe (40e) |                 | Essai(s) : 1 Priso (77e) Pénalité(s) : 1 West (43e) | Stade de France, Saint-Denis Arbitre : Mathieu Raynal |
| Finale Vendredi 25 juin 2021 21 h |                                                                               |                 |                                                     | Stade de France, Saint-Denis Arbitre : Mathieu Raynal |

## Statistiques

### Évolution du classement
| Journée →       | 1  | 2  | 3  | 4  | 5  | 6  | 7  | 8  | 9  | 10 | 11 | 12 | 13 | 14 | 19 | 15 | 16 | 17 | 18 | 20 | 21 | 22 | 23 | 24 | 25 | 26 |
| Club            |    |    |    |    |    |    |    |    |    |    |    |    |    |    |    |    |    |    |    |    |    |    |    |    |    |    |
| --------------- | -- | -- | -- | -- | -- | -- | -- | -- | -- | -- | -- | -- | -- | -- | -- | -- | -- | -- | -- | -- | -- | -- | -- | -- | -- | -- |
| Agen            | 9  | 12 | 14 | 14 | 14 | 14 | 14 | 14 | 14 | 14 | 14 | 14 | 14 | 14 | 14 | 14 | 14 | 14 | 14 | 14 | 14 | 14 | 14 | 14 | 14 | 14 |
| Bayonne         | 14 | 11 | 6  | 8  | 9  | 9  | 10 | 11 | 8  | 9  | 9  | 11 | 11 | 12 | 12 | 12 | 13 | 13 | 12 | 12 | 12 | 12 | 13 | 12 | 12 | 13 |
| Bordeaux Bègles | 11 | 8  | 12 | 12 | 12 | 12 | 11 | 8  | 9  | 8  | 8  | 8  | 8  | 6  | 6  | 4  | 4  | 5  | 5  | 5  | 5  | 6  | 7  | 3  | 4  | 4  |
| Brive           | 1  | 5  | 4  | 6  | 8  | 11 | 12 | 13 | 13 | 13 | 10 | 9  | 9  | 9  | 9  | 9  | 10 | 9  | 10 | 10 | 10 | 10 | 11 | 11 | 11 | 11 |
| Castres         | 4  | 10 | 10 | 11 | 13 | 13 | 13 | 12 | 12 | 12 | 13 | 13 | 12 | 10 | 10 | 11 | 9  | 10 | 9  | 8  | 8  | 8  | 6  | 8  | 8  | 7  |
| Clermont        | 6  | 3  | 1  | 5  | 4  | 2  | 1  | 2  | 3  | 3  | 6  | 7  | 7  | 5  | 5  | 6  | 5  | 4  | 4  | 4  | 4  | 4  | 4  | 5  | 5  | 5  |
| Lyon            | 10 | 13 | 8  | 10 | 5  | 4  | 4  | 3  | 7  | 7  | 7  | 5  | 5  | 7  | 7  | 7  | 7  | 7  | 7  | 6  | 6  | 5  | 9  | 9  | 9  | 9  |
| Montpellier     | 8  | 14 | 13 | 13 | 11 | 8  | 9  | 10 | 11 | 11 | 12 | 12 | 13 | 13 | 13 | 13 | 12 | 11 | 11 | 11 | 11 | 11 | 10 | 10 | 10 | 10 |
| Paris           | 12 | 7  | 9  | 9  | 10 | 10 | 6  | 9  | 4  | 6  | 5  | 6  | 4  | 8  | 8  | 8  | 8  | 8  | 8  | 9  | 9  | 9  | 8  | 7  | 7  | 6  |
| Pau             | 5  | 2  | 5  | 2  | 3  | 5  | 7  | 7  | 10 | 10 | 11 | 10 | 10 | 11 | 11 | 10 | 11 | 12 | 13 | 13 | 13 | 13 | 12 | 13 | 13 | 12 |
| Racing 92       | 3  | 1  | 3  | 5  | 7  | 6  | 5  | 5  | 6  | 4  | 3  | 3  | 3  | 3  | 4  | 3  | 3  | 2  | 3  | 3  | 3  | 3  | 3  | 4  | 3  | 3  |
| La Rochelle     | 2  | 9  | 11 | 3  | 2  | 3  | 2  | 1  | 1  | 1  | 1  | 1  | 1  | 2  | 2  | 2  | 2  | 1  | 2  | 2  | 2  | 2  | 2  | 2  | 2  | 2  |
| Toulon          | 13 | 6  | 7  | 7  | 6  | 7  | 8  | 6  | 5  | 5  | 4  | 3  | 6  | 4  | 3  | 5  | 6  | 6  | 6  | 7  | 7  | 7  | 5  | 6  | 6  | 8  |
| Toulouse        | 7  | 4  | 2  | 1  | 1  | 1  | 3  | 4  | 2  | 2  | 2  | 2  | 2  | 1  | 1  | 1  | 1  | 3  | 1  | 1  | 1  | 1  | 1  | 1  | 1  | 1  |

- Qualification pour les demi-finales et la Coupe d'Europe 2021-2022.
- Qualification pour les barrages et la Coupe d'Europe 2021-2022.
- Qualification pour la Coupe d'Europe 2021-2022.
- Participation au barrage de promotion-relégation face au finaliste de Pro D2 2020-2021.
- Relégation en Pro D2 pour la saison suivante.

En gras et italique, les équipes comptant de retard un match ou plus (exemple : 12 pour le Stade français à l'issue de la 1re journée).

### État de forme des équipes
| Journée →       | 1 | 2 | 3 | 4 | 5 | 6 | 7 | 8 | 9 | 10 | 11 | 12 | 13 | 14 | 19 | 15 | 16 | 17 | 18 | 20 | 21 | 22 | 23 | 24 | 25 | 26 |
| Club            |   |   |   |   |   |   |   |   |   |    |    |    |    |    |    |    |    |    |    |    |    |    |    |    |    |    |
| --------------- | - | - | - | - | - | - | - | - | - | -- | -- | -- | -- | -- | -- | -- | -- | -- | -- | -- | -- | -- | -- | -- | -- | -- |
| Agen            | P | P | P | P | P | P | P | P | P | P  | P  | P  | P  | P  | P  | P  | P  | P  | P  | P  | P  | P  | P  | P  | P  | P  |
| Bayonne         | P | G | G | P | P | G | G | P | G | P  | P  | P  | P  | G  | P  | G  | G  | P  | P  | G  | P  | P  | P  | G  | P  | P  |
| Bordeaux Bègles | P | G | P | N | P | P | G | G | G | G  | P  | P  | G  | G  | G  | G  | G  | P  | G  | P  | G  | G  | G  | G  | P  | P  |
| Brive           | G | P | G | G | P | P | P | G | P | P  | G  | G  | P  | G  | G  | G  | P  | G  | P  | G  | P  | G  | P  | P  | P  | P  |
| Castres         | G | P | G | P | P | P | G | N | P | P  | G  | G  | G  | G  | P  | P  | G  | P  | G  | G  | G  | G  | G  | P  | G  | G  |
| Clermont        | G | P | G | N | G | G | G | P | G | G  | P  | P  | P  | G  | G  | P  | G  | G  | P  | G  | G  | P  | P  | G  | P  | G  |
| Lyon            | P | P | G | N | G | G | G | G | P | G  | G  | P  | P  | P  | G  | P  | P  | G  | G  | G  | P  | G  | P  | G  | P  | G  |
| Montpellier     | P | P | P | P | G | G | P | G | P | P  | G  | P  | P  | P  | P  | P  | P  | G  | G  | G  | G  | P  | G  | P  | G  | P  |
| Paris           | G | G | P | G | P | P | G | P | G | P  | G  | P  | G  | P  | P  | G  | P  | P  | G  | P  | G  | G  | G  | G  | G  | G  |
| Pau             | G | G | P | N | G | P | P | P | P | P  | P  | G  | G  | P  | P  | G  | P  | P  | P  | P  | G  | P  | G  | P  | P  | G  |
| Racing 92       | G | G | P | P | P | G | P | G | G | G  | G  | G  | G  | G  | P  | G  | G  | G  | P  | P  | P  | P  | G  | G  | G  | G  |
| La Rochelle     | G | P | G | G | G | G | G | G | P | G  | P  | G  | G  | P  | G  | P  | G  | G  | P  | G  | G  | P  | P  | G  | G  | P  |
| Toulon          | P | G | P | G | G | G | P | G | G | G  | P  | G  | P  | P  | G  | P  | P  | G  | G  | P  | P  | G  | G  | P  | G  | P  |
| Toulouse        | P | G | G | G | G | P | P | N | G | G  | G  | G  | G  | G  | G  | G  | G  | P  | G  | P  | P  | G  | P  | P  | G  | G  |

- Match gagné
- Match nul
- Match perdu
- R : Match reporté

Séries de victoires : 9
- Stade toulousain (J9-J16)

Séries de matchs sans défaite : 10
- Stade toulousain (J8-J16)

Séries de défaites : 26
- SU Agen (J1-J26)

Séries de matchs sans victoire : 26
- SU Agen (J1-J26)

### Meilleurs réalisateurs
| Rang | Joueur               | Club                  | Poste            | Points | Essais | Transf. | Pén. | Drop |
| ---- | -------------------- | --------------------- | ---------------- | ------ | ------ | ------- | ---- | ---- |
| 1    | Benjamín Urdapilleta | Castres olympique     | Demi d'ouverture | 321    | 5      | 46      | 68   | 0    |
| 2    | Joris Segonds        | Stade français        | Demi d'ouverture | 317    | 0      | 52      | 67   | 4    |
| 3    | Antoine Hastoy       | Section paloise       | Demi d'ouverture | 280    | 3      | 32      | 67   | 0    |
| 4    | Camille Lopez        | ASM Clermont Auvergne | Demi d'ouverture | 247    | 4      | 52      | 41   | 0    |
| 5    | Gaëtan Germain       | Aviron bayonnais      | Arrière          | 246    | 2      | 28      | 60   | 0    |
| 6    | Matthieu Jalibert    | Union Bordeaux Bègles | Demi d'ouverture | 232    | 3      | 26      | 55   | 0    |
| 7    | Louis Carbonel       | RC Toulon             | Demi d'ouverture | 230    | 4      | 30      | 50   | 0    |
| 8    | Maxime Machenaud     | Racing 92             | Demi de mêlée    | 203    | 1      | 33      | 44   | 0    |
| 9    | Thomas Ramos         | Stade toulousain      | Arrière          | 199    | 4      | 37      | 34   | 1    |
| 10   | Ihaia West           | Stade rochelais       | Demi d'ouverture | 185    | 3      | 31      | 36   | 0    |

### Meilleurs marqueurs
| Rang | Joueur             | Club              | Poste           | Essais |
| ---- | ------------------ | ----------------- | --------------- | ------ |
| 1    | Josua Tuisova      | Lyon OU           | Ailier          | 14     |
| 2    | Matthis Lebel      | Stade toulousain  | Ailier          | 13     |
| 3    | Filipo Nakosi      | Castres Olympique | Ailier          | 12     |
| 4    | Grégory Alldritt   | Stade rochelais   | Troisième ligne | 10     |
| 4    | Aymeric Luc        | Aviron bayonnais  | Ailier          | 10     |
| 4    | Donovan Taofifénua | Racing 92         | Ailier          | 10     |
| 7    | Pierre Bourgarit   | Stade rochelais   | Talonneur       | 9      |
| 7    | Cobus Reinach      | Montpellier HR    | Demi de mêlée   | 9      |
| 7    | Sekou Macalou      | Stade français    | Troisième ligne | 9      |
| 10   | Teddy Baubigny     | Racing 92         | Talonneur       | 8      |
| 10   | Clovis Le Bail     | Section paloise   | Demi de mêlée   | 8      |
| 10   | Teddy Thomas       | Racing 92         | Ailier          | 8      |
| 10   | Sefanaia Naivalu   | Stade français    | Ailier          | 8      |
| 10   | Noa Nakaitaci      | Lyon OU           | Ailier          | 8      |

### Joueur du week-end
Après chaque journée, les internautes votent sur le site de la LNR pour élire le joueur du week-end.
| Journée     | Joueur               | Club                  |
| ----------- | -------------------- | --------------------- |
| 1re journée | Enzo Hervé           | CA Brive              |
| 2e journée  | Cheslin Kolbe        | Stade toulousain      |
| 3e journée  | Gaëtan Germain       | Aviron bayonnais      |
| 4e journée  | Thomas Ramos         | Stade toulousain      |
| 5e journée  | Arthur Retière       | Stade rochelais       |
| 6e journée  | Kotaro Matsushima    | ASM Clermont          |
| 7e journée  | Non attribué         | Non attribué          |
| 8e journée  | Sergio Parisse       | RC Toulon             |
| 9e journée  | Sekou Macalou        | Stade français        |
| 10e journée | Non attribué         | Non attribué          |
| 11e journée | Antoine Dupont       | Stade toulousain      |
| 12e journée | Antoine Dupont       | Stade toulousain      |
| 13e journée | Non attribué         | Non attribué          |
| 14e journée | Sofiane Guitoune     | Stade toulousain      |
| 15e journée | Non attribué         | Non attribué          |
| 16e journée | Benjamin Urdapilleta | Castres olympique     |
| 17e journée | Kitione Kamikamica   | CA Brive              |
| 18e journée | Swan Rebbadj         | RC Toulon             |
| 19e journée | Matthieu Jalibert    | Union Bordeaux Bègles |
| 20e journée | Levani Botia         | Stade rochelais       |
| 21e journée | Dillyn Leyds         | Stade rochelais       |
| 22e journée | Antoine Dupont       | Stade toulousain      |
| 23e journée | Louis Carbonel       | RC Toulon             |
| 24e journée | Morgan Parra         | ASM Clermont          |
| 25e journée | Non attribué         | Non attribué          |
| 26e journée | Morgan Parra         | ASM Clermont          |

### Joueur du mois
Tous les mois, les internautes votent sur le site de la LNR pour élire le joueur du mois.
| Mois      | Premier              | Premier               | Premier | Deuxième         | Deuxième              | Deuxième | Troisième          | Troisième      | Troisième |
| Mois      | Joueur               | Club                  | Votes   | Joueur           | Club                  | Votes    | Joueur             | Club           | Votes     |
| --------- | -------------------- | --------------------- | ------- | ---------------- | --------------------- | -------- | ------------------ | -------------- | --------- |
| Septembre | Cheslin Kolbe        | Stade toulousain      | 67%     | Antoine Hastoy   | Section paloise       | 19%      | Finn Russell       | Racing 92      | 14%       |
| Octobre   | Sébastien Bézy       | ASM Clermont          | 51%     | Jules Plisson    | Stade rochelais       | 37%      | Josua Tuisova      | Lyon OU        | 12%       |
| Novembre  | Maxime Médard        | Stade toulousain      | 52%     | Ben Lam          | Union Bordeaux Bègles | 28%      | Donovan Taofifénua | Racing 92      | 20%       |
| Décembre  | Antoine Dupont       | Stade toulousain      | 65%     | Sergio Parisse   | RC Toulon             | 19%      | Lester Etien       | Stade français | 16%       |
| Janvier   | Matthieu Jalibert    | Union Bordeaux Bègles | 48%     | Matthis Lebel    | Stade toulousain      | 33%      | Enzo Hervé         | CA Brive       | 19%       |
| Février   | Pita Ahki            | Stade toulousain      | 68%     | Camille Lopez    | ASM Clermont          | 25%      | Noa Nakaitaci      | Lyon OU        | 7%        |
| Mars      | Benjamín Urdapilleta | Castres olympique     | 67%     | Josua Tuisova    | Lyon OU               | 22%      | Alex Lozowski      | Montpellier HR | 11%       |
| Avril     | Anthony Jelonch      | Castres olympique     | 51%     | Josua Tuisova    | Lyon OU               | 26%      | Jonathan Danty     | Stade français | 23%       |
| Mai       | Louis Carbonel       | RC Toulon             | 62%     | Sefanaia Naivalu | Stade français        | 23%      | Teddy Thomas       | Racing 92      | 15%       |
| Juin      |                      |                       |         |                  |                       |          |                    |                |           |

## Bilan de la saison
- Premier match de la saison[49] : Montpellier HR - Section paloise le 4 septembre 2020 (1re journée)
- Premiers points de la saison :
  - Pénalité :  Antoine Hastoy  3e lors de Montpellier HR - Section paloise (23-26) le 4 septembre 2020 (1re journée)
  - Essai :  Yacouba Camara  16e lors de Montpellier HR - Section paloise (23-26) le 4 septembre 2020 (1re journée)
  - Transformation :  Handré Pollard  17e lors de Montpellier HR - Section paloise (23-26) le 4 septembre 2020 (1re journée)
  - Drop[50] :  Jonathan Wisniewski  6e lors de Lyon OU - Racing 92 (23-27) le 5 septembre 2020 (1re journée)
- Premier doublé d'essais de la saison :  Gabriel Ibitoye  44e  52e lors de SU Agen - Castres olympique (22-26) le 5 septembre 2020 (1re journée)
- Premier triplé d'essais de la saison[51] :  Arthur Retière  29e  37e  78e lors de Stade rochelais - Castres olympique (62-3) le 17 octobre 2020 (5e journée)
- Plus grand nombre d'essais marqués par un joueur sur une rencontre : 3 essais
- Premiers cartons de la saison : 
  - Jaune :  Yacouba Camara  47e lors de Montpellier HR - Section paloise le 4 septembre 2020 (1re journée)
  - Rouge[52] :  Iosefa Tekori   34e lors de ASM Clermont - Stade toulousain le 6 septembre 2020 (1re journée)
- Meilleurs classements aux matchs allers : 1er Stade rochelais (44 pts, 10 V - 0 N - 3 D, champion d'automne), 2e Stade toulousain (42 pts, 9 V - 1 N - 3 D), 3e Racing 92 (41 pts, 9 V - 0 N - 4 D)
- Meilleurs classements aux matchs retours : 1er Union Bordeaux Bègles (42 pts, 9 V - 0 N - 4 D), 2e Castres olympique (40 pts, 9 V - 0 N - 4 D), 3e Stade toulousain (39 pts, 8 V - 0 N - 5 D)
- Champion : Stade toulousain[réf. nécessaire]